# 茨木一派

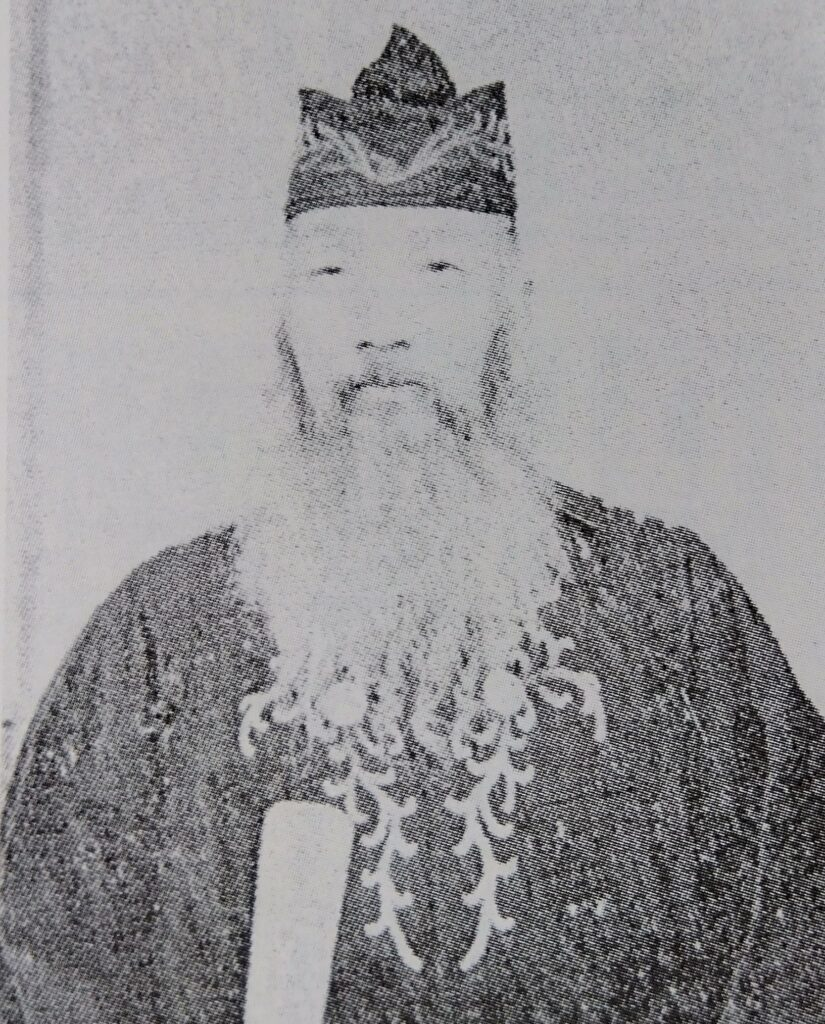
茨木基敬

茨木一派（いばらきいっぱ）とは、天理教本部員の茨木基敬と天理教北大教会長の茨木基忠の親子が天理教を免職され、起こした分派である。

## 茨木事件
大阪市西成郡北野村出身である茨木基敬は、娘の病気がきっかけで天理教に入信し、1891年に天理教北分教会初代会長となる。以前から予言を的中させるなどと噂されていた基敬は、1911年に突然神憑りし病に伏せる。やがて天啓を伝えるとして信者の間で評判となり、天理教教会本部から問題視される様になる。1918年に基敬は免職となるが、その後も自らを飯降伊蔵に続く天理教の天啓者であると捉え続けていた。

## 現在
免職となった親子は奈良県奈良市富雄町に移り、一時期は天理教茨木本部と称していた。現在も「真道会」と称して信者が各地に点在するが、教団としての活動は一切行なっていない。また、茨木家には後継ぎが無く、基敬の娘が母方が茨木一派の会員である幾田家に嫁ぎ、現在はその幾田家が団体の管理に携わっている。